# کارل اسپاتز
کارل اسپاتز (انگلیسی: Carl Spaatz; ۲۸ ژوئن ۱۸۹۱ – ۱۴ ژوئیهٔ ۱۹۷۴) ژنرال نیروی هوایی ایالات متحده آمریکا بود، که در فاصله سال‌های ۱۹۴۷ تا ۱۹۴۸ به‌عنوان نخستین رئیس ستاد نیروی هوایی فعالیت می‌کرد.
اسپاتز فعالیت نظامی را از سال ۱۹۱۴ در نیروی زمینی ایالات متحده آمریکا آغاز کرد و در سال ۱۹۴۷ پس از تأسیس نیروی هوایی آمریکا به این نیرو پیوست. 
وی از ۱۹۲۰ تا ۱۹۲۱ فرمانده پایگاه هوایی کلی بود، از ۱۹۲۹ تا ۱۹۳۱ فرماندهی گروه ۷ بمباران هوایی را برعهده داشت، از ۱۹۴۲ تا ۱۹۴۳ به‌عنوان فرمانده نیروی هوایی هشتم فعالیت می‌کرد، از ۱۹۴۳ تا ۱۹۴۴ فرمانده نیروهای هوایی استراتژیک ایالات متحده در اروپا بود، از ۱۹۴۶ تا ۱۹۴۷ فرماندهی نیروی هوایی نیروی زمینی ایالات متحده آمریکا را برعهده داشت. 
او در جنگ جهانی اول و جنگ جهانی دوم حضور داشت. اسپاتز در جایگاه فرمانده استراتژیک، بمباران راهبردی ژاپن، از جمله بمباران اتمی هیروشیما و ناگاساکی را هدایت کرد.